# جنرال موتورز مصر
جنرال موتورز مصر (به انگلیسی: General Motors Egypt) شرکت خودروسازی مصری است، که اکثریت سهام آن متعلق به شرکت‌های ایسوزو (۲۰٪) و جنرال موتورز (۳۱٪) می‌باشد.
شرکت جنرال موتورز مصر در سال ۱۹۸۳ از مشارکت انتفاعی شرکت جنرال موتورز و گروه منصور راه‌اندازی شد و در حال حاضر مدل‌هایی چون شورلت کروز، شورلت لانوس، شورلت لاستی، اوپل کورسا، اوپل اینسیگنیا، ایسوزو دی-مکس، ایسوزو الف و دوو کالوس را تولید می‌کند.
دفتر مرکزی این شرکت در شهر قاهره، المعادی قرار دارد و کارخانه تولیدی آن نیز در شهر ششم اکتبر مستقر می‌باشد.